# Ochraniacz pola minowego

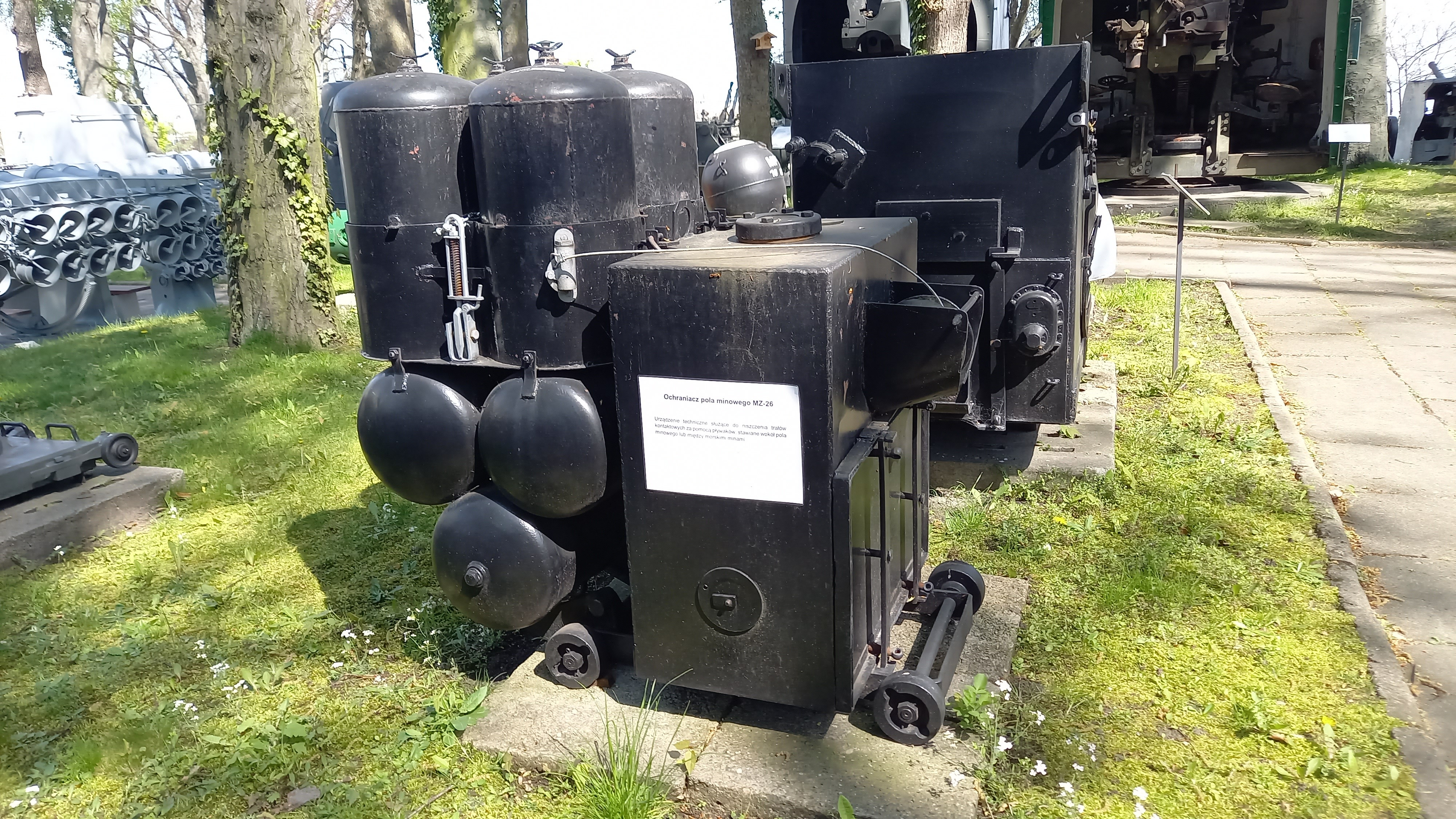
Ochraniacz pola minowego na wystawie Muzeum Marynarki Wojennej w Gdyni

Ochraniacz pola minowego - urządzenie techniczne do niszczenia trałów kontaktowych, stawiane przed polem minowym lub między minami na określonej głębokości.

## Budowa
Ochraniacz pola minowego zbudowany jest podobnie, jak mina kotwiczna (kotwica, minlina, pływak-korpus). Korpus jednak nie jest wypełniony materiałem wybuchowym. Daje to mu większy udźwig w związku z tym minlina może być wykonana z łańcucha, powodującego przerwanie liny trału. Minlina ochraniacza może być też wyposażona w specjalne przecinaki, przecinające linę trału albo ładunki wybuchowe do niszczenia liny trału. Bardziej zaawansowane ochraniacze zapewniają wielokrotne działanie (mogą zniszczyć kilka lin trałowych).